# گوزن (فیلم ۲۰۱۳)
«گوزن» (انگلیسی: The Stag (film)) یک فیلم است که در سال ۲۰۱۳ منتشر شد.